# Haramont
Pour l’article ayant un titre homophone, voir Aramon.
Haramont est une commune française située dans le département de l'Aisne, en région Hauts-de-France.

## Géographie

### Transports
À partir de 1884, la commune est desservie par le chemin de fer par la ligne de Rethondes à La Ferté-Milon. Le trafic voyageur est cependant définitivement interrompu en 1949, et les voies sont rapidement supprimées. L'ancienne gare est désormais un logement.

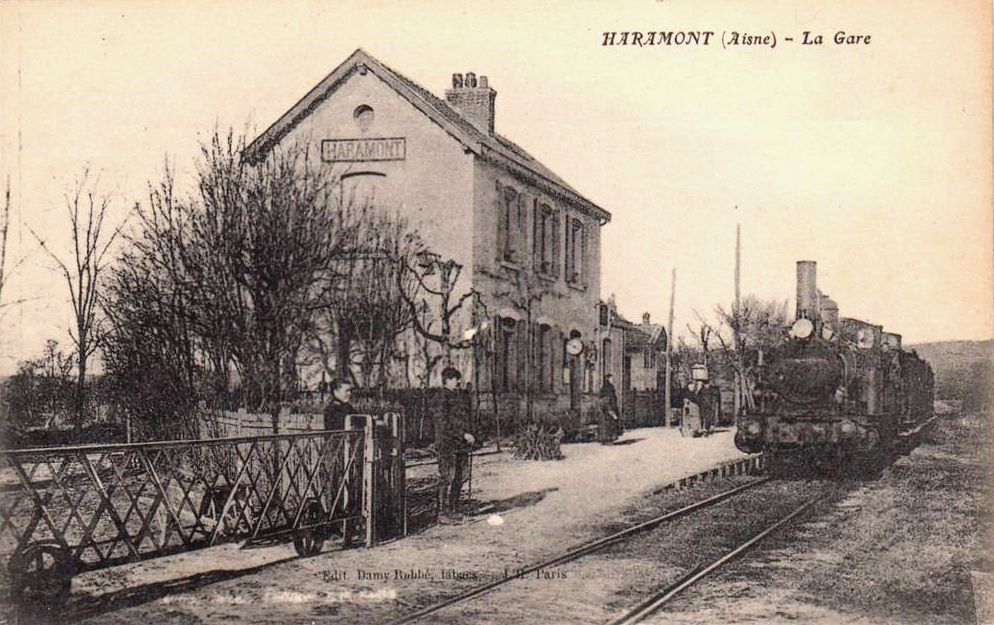
Carte postale représentant l'arrivée d'un train en gare d'Haramont, début XXe siècle.

Le service est d'abord remplacé par des bus qui font une halte à Haramont et, depuis 2013, un service de déplacement à la demande a été mis en place entre Retheuil et Villers-Cotterêts.

### Hydrographie

#### Réseau hydrographique
La commune est située dans le bassin Seine-Normandie. Elle est drainée par le ru de Longpre,.

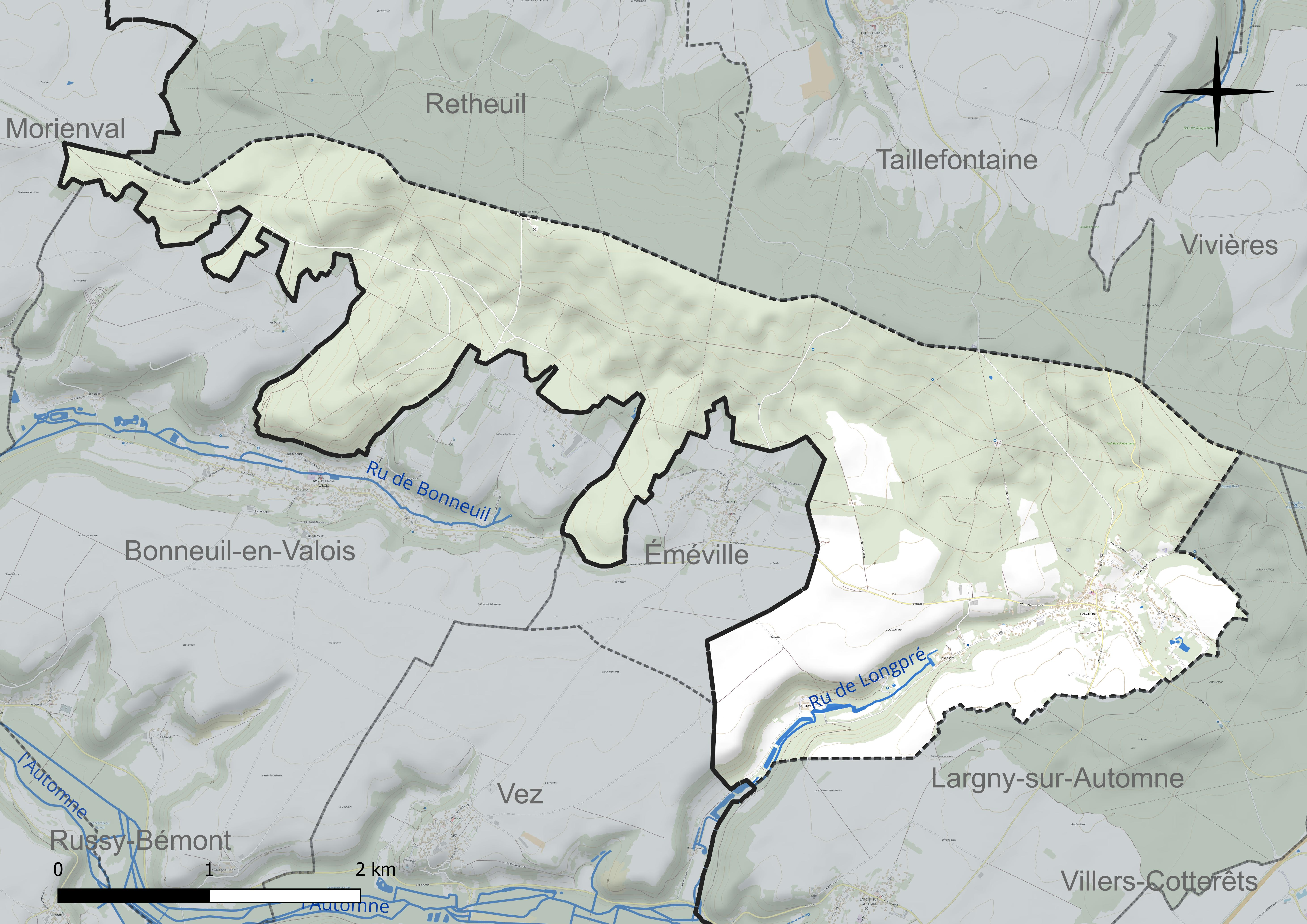
Réseau hydrographique d'Haramont.

#### Gestion et qualité des eaux
Le territoire communal est couvert par le schéma d'aménagement et de gestion des eaux (SAGE) « Automne ». 00.
La qualité des cours d'eau peut être consultée sur un site spécial géré par les agences de l'eau et l'Agence française pour la biodiversité.

### Climat
Pour des articles plus généraux, voir Climat des Hauts-de-France et Climat de l'Aisne.
En 2010, le climat de la commune est de type climat océanique dégradé des plaines du Centre et du Nord, selon une étude du CNRS s'appuyant sur une série de données couvrant la période 1971-2000. En 2020, Météo-France publie une typologie des climats de la France métropolitaine dans laquelle la commune est exposée à un climat océanique altéré et est dans la région climatique Nord-est du bassin Parisien, caractérisée par un ensoleillement médiocre, une pluviométrie moyenne régulièrement répartie au cours de l'année et un hiver froid (3 °C).
Pour la période 1971-2000, la température annuelle moyenne est de 10,5 °C, avec une amplitude thermique annuelle de 15,1 °C. Le cumul annuel moyen de précipitations est de 746 mm, avec 11,5 jours de précipitations en janvier et 9 jours en juillet. Pour la période 1991-2020, la température moyenne annuelle observée sur la station météorologique la plus proche, située sur la commune de Margny-lès-Compiègne à 24 km à vol d'oiseau, est de 11,2 °C et le cumul annuel moyen de précipitations est de 633,5 mm,. Pour l'avenir, les paramètres climatiques de la commune estimés pour 2050 selon différents scénarios d'émission de gaz à effet de serre sont consultables sur un site spécial publié par Météo-France en novembre 2022.

## Urbanisme

### Typologie
Au 1er janvier 2024, Haramont est catégorisée commune rurale à habitat dispersé, selon la nouvelle grille communale de densité à 7 niveaux définie par l'Insee en 2022.
Elle est située hors unité urbaine. Par ailleurs la commune fait partie de l'aire d'attraction de Paris, dont elle est une commune de la couronne,.

### Occupation des sols
L'occupation des sols de la commune, telle qu'elle ressort de la base de données européenne d'occupation biophysique des sols Corine Land Cover (CLC), est marquée par l'importance des forêts et milieux semi-naturels (74,3 % en 2018), une proportion sensiblement équivalente à celle de 1990 (74,6 %). La répartition détaillée en 2018 est la suivante : 
forêts (71,3 %), terres arables (18,5 %), zones urbanisées (5,9 %), milieux à végétation arbustive et/ou herbacée (3 %), prairies (1,2 %), zones agricoles hétérogènes (0,2 %).
L'évolution de l'occupation des sols de la commune et de ses infrastructures peut être observée sur les différentes représentations cartographiques du territoire : la carte de Cassini (XVIIIe siècle), la carte d'état-major (1820-1866) et les cartes ou photos aériennes de l'IGN pour la période actuelle (1950 à aujourd'hui).

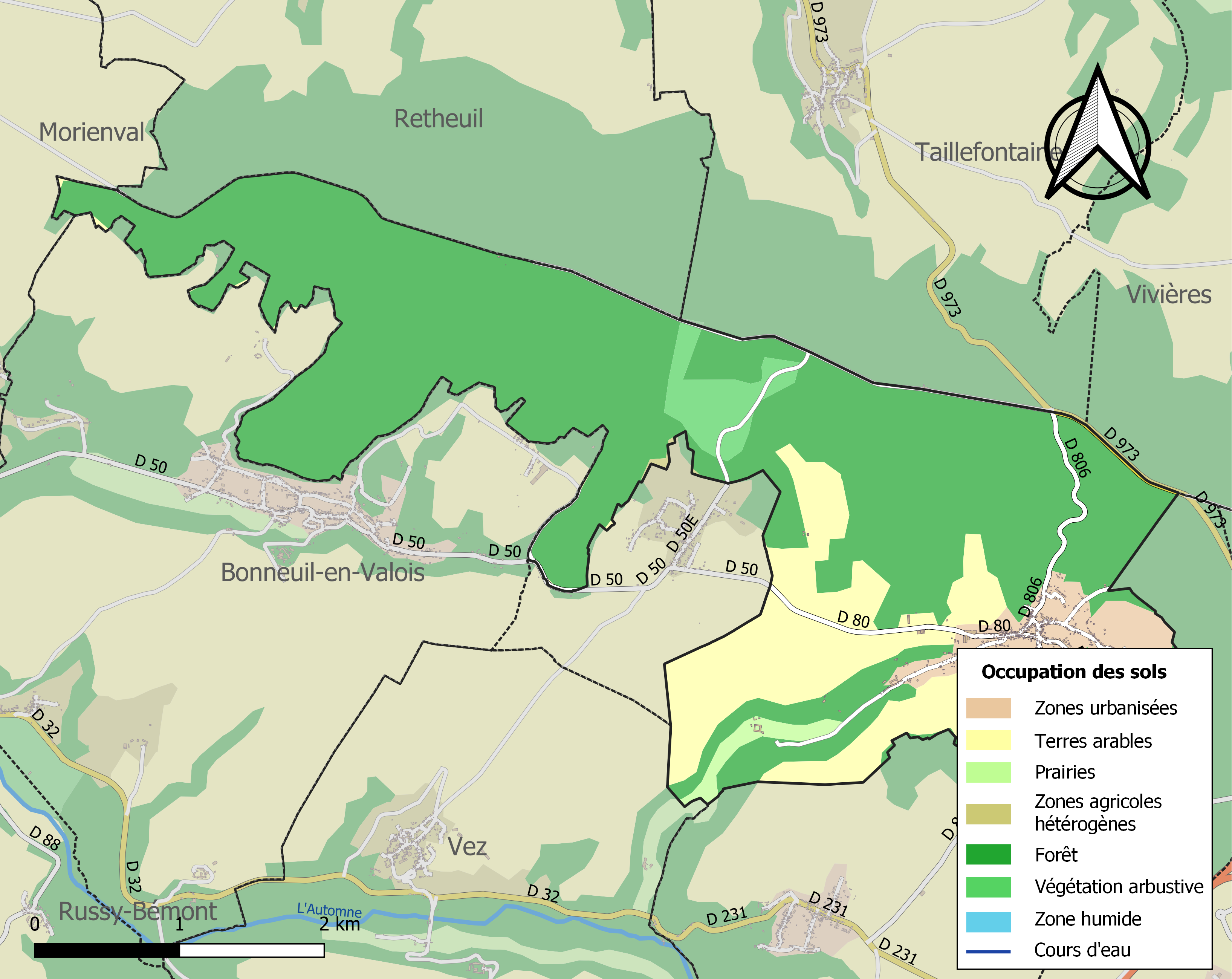
Carte de l'occupation des sols de la commune en 2018 (CLC).

## Toponymie
Le nom de la localité est attesté sous les formes Harimons (1192) ; Haramons (1242) ; Haramond (1617).

## Politique et administration

### Découpage territorial
La commune d'Haramont est membre de la communauté de communes Retz-en-Valois, un établissement public de coopération intercommunale (EPCI) à fiscalité propre créé le 1er janvier 2017 dont le siège est à Villers-Cotterêts. Ce dernier est par ailleurs membre d'autres groupements intercommunaux.
Sur le plan administratif, elle est rattachée à l'arrondissement de Soissons, au département de l'Aisne et à la région Hauts-de-France. Sur le plan électoral, elle dépend du  canton de Villers-Cotterêts pour l'élection des conseillers départementaux, depuis le redécoupage cantonal de 2014 entré en vigueur en 2015, et de la cinquième circonscription de l'Aisne  pour les élections législatives, depuis le dernier découpage électoral de 2010.

### Administration municipale
| Période                                  | Période                       | Identité            | Étiquette | Qualité                                 |
| ---------------------------------------- | ----------------------------- | ------------------- | --------- | --------------------------------------- |
| Les données manquantes sont à compléter. |                               |                     |           |                                         |
| mars 2001                                | 2005                          | Simone Brossy       |           | Démissionnaire                          |
| 2005                                     | mai 2020                      | Gérard Bouchonville | DVD       | Artisan Réélu pour le mandat 2014-2020, |
| mai 2020                                 | En cours (au 12 juillet 2020) | Christian Chauvin   |           |                                         |

## Démographie
L'évolution du nombre d'habitants est connue à travers les recensements de la population effectués dans la commune depuis 1793. Pour les communes de moins de 10 000 habitants, une enquête de recensement portant sur toute la population est réalisée tous les cinq ans, les populations de référence des années intermédiaires étant quant à elles estimées par interpolation ou extrapolation. Pour la commune, le premier recensement exhaustif entrant dans le cadre du nouveau dispositif a été réalisé en 2008.

En 2022, la commune comptait 558 habitants, en évolution de −3,96 % par rapport à 2016 (Aisne : −1,97 %, France hors Mayotte : +2,11 %).
| 1793 | 1800 | 1806 | 1821 | 1831 | 1836 | 1841 | 1846 | 1851 |
| ---- | ---- | ---- | ---- | ---- | ---- | ---- | ---- | ---- |
| 355  | 397  | 469  | 428  | 505  | 498  | 536  | 572  | 505  |

| 1856 | 1861 | 1866 | 1872 | 1876 | 1881 | 1886 | 1891 | 1896 |
| ---- | ---- | ---- | ---- | ---- | ---- | ---- | ---- | ---- |
| 463  | 436  | 455  | 451  | 428  | 476  | 443  | 453  | 433  |

| 1901 | 1906 | 1911 | 1921 | 1926 | 1931 | 1936 | 1946 | 1954 |
| ---- | ---- | ---- | ---- | ---- | ---- | ---- | ---- | ---- |
| 483  | 412  | 440  | 468  | 443  | 454  | 420  | 388  | 435  |

| 1962 | 1968 | 1975 | 1982 | 1990 | 1999 | 2006 | 2008 | 2013 |
| ---- | ---- | ---- | ---- | ---- | ---- | ---- | ---- | ---- |
| 383  | 359  | 393  | 441  | 518  | 573  | 598  | 605  | 586  |

| 2018 | 2022 | - | - | - | - | - | - | - |
| ---- | ---- | - | - | - | - | - | - | - |
| 578  | 558  | - | - | - | - | - | - | - |

## Culture locale et patrimoine

### Lieux et monuments
- Église Saint-Clément d'Haramont. Édifiée au XIIe siècle, remaniée au XVIe siècle. Certains tableaux sont remarquables par leur facture. L'église est classée au registre des monuments historiques depuis 1919.
- L'ancien prieuré de Longpré, ses origines remontent au XIIe siècle, classé aux monuments Historiques depuis 1995.

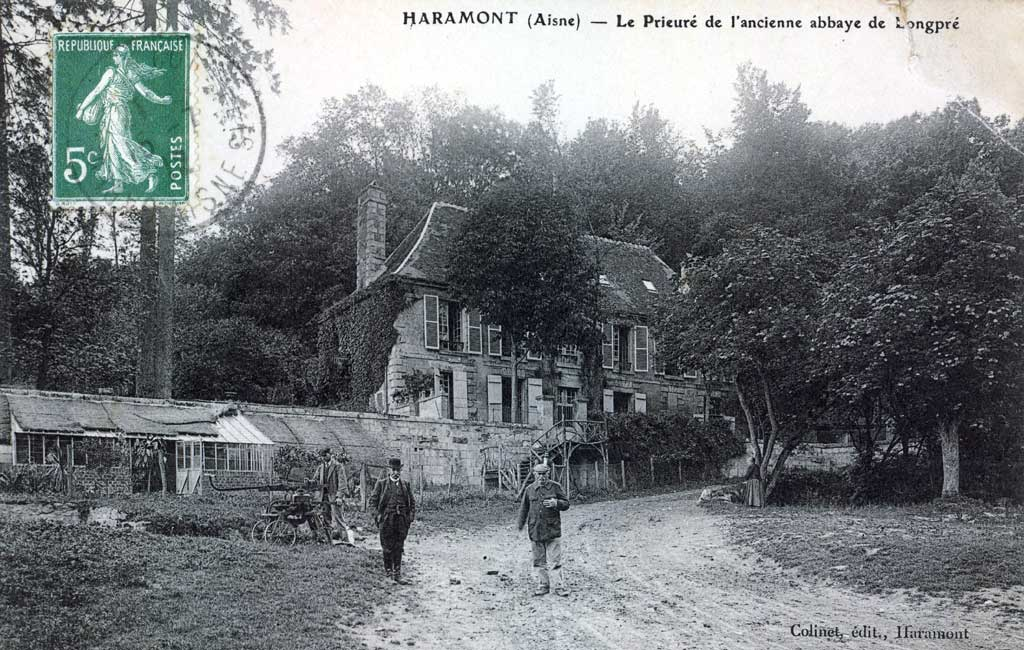
Prieuré de l'ancienne abbaye

- Le château des Fossés, édifié au XVIe siècle, situé route de la vallée de Baudrimont, ancienne résidence de Pierre de Saint-Martin, baron de Tourempré (1720-1783), maréchal de camp de l'Armée royale, chevalier de l'Ordre royal de Saint-Louis (époux de Marie-Jeanne-Victoire d'Escrigny, gendre de Jeanne Éléonore des Fossés). La propriété parviendra ultérieurement au général Alexandre Dumas (1762-1806) et à son fils, l'écrivain Alexandre Dumas (1802-1870). Le château des Fossés est classé Monument Historique depuis 2003.

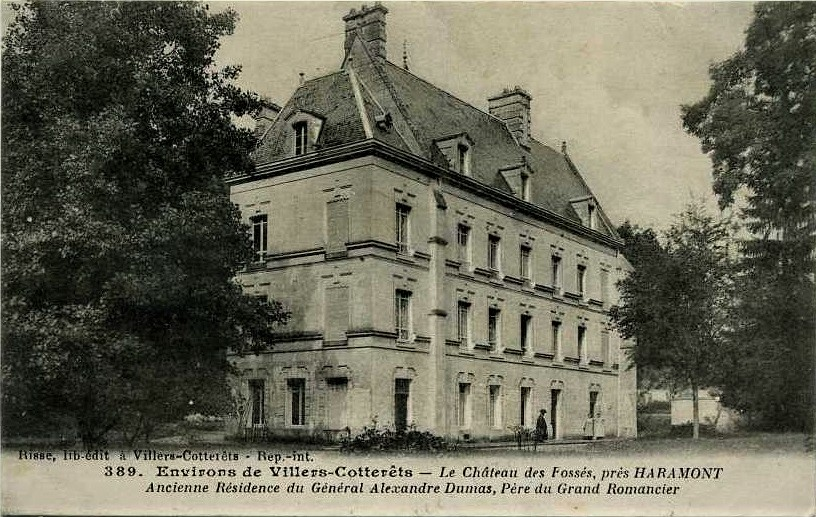
Le château des Fossés, carte postale, vers 1910.

- Menhir de la Pierre-Clouise, en forêt de Retz, classé depuis 1889.

### Personnalités liées à la commune
- Alexandre Dumas, qui a habité au château des Fossés pendant sa jeunesse. Ses romans Ange Pitou et Le meneur de loups se situent pour partie dans la commune.

Dans l'introduction du Meneur de loups, on en trouve trace : « Du plus loin qu'il me souvienne, c'est-à-dire de l'âge de trois ans, nous habitions, mon père, ma mère et moi, un petit château nommé les Fossés, situé sur les limites des départements de l'Aisne et de l'Oise, entre Haramont et Longpré. »
Le village d'Haramont est le lieu où vit Conscience, nom éponyme d'un de ses romans. L'action se déroule durant les deux années terribles de 1814 et 1815. Elle est axée sur les thèmes de l'amour, de la foi et de la véritable fraternité entre les hommes sur fond de campagne de France dont les principales batailles se situent à quelques kilomètres d'Haramont.

### Héraldique
| Blason de Haramont | Blason  | Tiercé en pairle renversé : au 1er d'azur au panier d'osier d'or, au 2e d'or à la volute de crosse de sable, au 3e de gueules à l'ancre d'argent. |
| Blason de Haramont | Détails | Création de Jean-François Binon. Le panier d'osier symbolise l'activité de la vannerie qui a fait la renommée de la commune. La volute rappelle l'ancien prieuré de Longpré, à laquelle l'histoire de la commune est liée. L'ancre est l'attribut de saint Clément. Le statut officiel du blason reste à déterminer. |